# Eamonn Andrews
Eamonn Andrews (19 de diciembre de 1922 – 5 de noviembre de 1987) fue un presentador televisivo irlandés, aunque su carrera transcurrió en el Reino Unido.

## Biografía
Andrews nació en la calle Synge, en Dublín, Irlanda, la misma vía en la que había nacido el dramaturgo George Bernard Shaw. Fue educado en la escuela local Synge Street CBS. Empezó ganándose la vida como boxeador aficionado, siendo después comentarista deportivo de la Raidió Teilifís Éireann, la radiotelevisión pública irlandesa. En 1950 empezó a presentar programas para la BBC, siendo bien conocido por sus comentarios pugilísticos, y llegando al poco tiempo a ser uno de los presentadores televisivos de mayor fama. 
En 1955 Andrews hizo una breve actuación cinematográfica en el film Three Cases of Murder. A lo largo de la década de 1950 fue comentarista de los principales combates de peso pesado británicos emitidos por la BBC Light Programme.
El 20 de enero de 1956 alcanzó el número 18 de la UK Singles Chart con una grabación de "narrativa hablada" titulada "The Shifting Whispering Sands (Parts 1 & 2)", la cual tenía música de la Orquesta y Coro de Ron Goodwin.
Andrews trabajó, entre otras producciones, en las siguientes:
- What's My Line? (1951 a 1963 y 1984 a 1987)
- This Is Your Life (1955 a 1964 y 1969 a 1987)
- World of Sport (1965 a 1968)
- Crackerjack y Playbox
- Whose Baby? (concurso de panel creado por él)
- Top Of The World (1982)

En 1965 dejó la BBC para formar parte de la Associated British Corporation, donde fue pionero del formato talk show en el Reino Unido.
Entre 1960 y 1964 presidió la que actualmente es la RTÉ Authority, supervisando la introducción de la televisión estatal de la República de Irlanda.
La contribución de Andrews a la radio británica se conmemora en el Salón de la Fama de la Radio Academy.
A finales de los años sesenta, en lo más intenso de la Guerra Fría y de la Guerra de Vietnam, Andrews mostró su faceta más seria entrevistando a destacados personajes que opinaban sobre la situación presente y futura. Su plan era entrevistarles pasado un tiempo, a fin de preguntarles si habían acertado o no. Sin embargo, el presentador no llegó a vivir para hacer una segunda parte.
Andrews es quizás más conocido por ser el presentador de la versión británica del programa This Is Your Life entre 1955 y 1987, año de su muerte, en que fue sucedido por Michael Aspel (que también había sustituido a Andrews como presentador de Crackerjack 22 años antes). Además creó un concurso de larga trayectoria titulado Whose Baby?, que originalmente se emitió en la BBC y más adelante en ITV. Otra de sus actividades fue su trabajo como presentador regular de las galas para la elección de Miss Mundo.
Tras varios meses de enfermedad, Eamonn Andrews falleció súbitamente a causa de un fallo cardiaco en noviembre de 1987 en el Hospital Cromwell de Londres, Inglaterra. Tenía 64 años de edad. Su viuda, Gráinne Bourke, con la que se había casado en 1951, falleció 18 meses después. La pareja tenía tres niños adoptados.